# Uravakonda
Uravakonda est une ville de recensement du district d'Anantapur de l'État indien d'Andhra Pradesh. C'est le siège du tehsil Uravakonda dans la division d'Anantapur. La commune est une composante de la zone urbaine.
Selon le recensement de l'Inde de 2011, la localité compte une population de 80 201 habitants.